# Jhirubas
Jhirubas – gaun wikas samiti w zachodniej części Nepalu w strefie Lumbini w dystrykcie Palpa. Według nepalskiego spisu powszechnego z 2001 roku liczył on 413 gospodarstw domowych i 3485 mieszkańców (1757 kobiet i 1728 mężczyzn).